# Bolko Konrad Hochberg
Bolko Konrad von Hochberg (ur. 23 września 1910 w Berlinie Lichterfelde, zm. 22 czerwca 1936 w Pszczynie) – niemiecki arystokrata, posiadający także polskie obywatelstwo, hrabia, syn Jana Henryka XV von Pless i Marii Teresy Cornwallis-West.

## Życiorys
Związek jego ojca z drugą żoną Klotyldą de Silva y Gonzales de Candomo (1898–1978) zakończył się w 1934 rozwodem z powodu skandalu rodzinnego – macocha uwiodła Bolka Konrada, z którą ten po jej rozwodzie ożenił się, usynowiając także ich wspólną córkę. Zgodnie z postanowieniami głowy rodu Hansa Henryka XV, po rozwodzie i ślubie para wraz z dziećmi przeniosła się z Książa do posiadłości rodzinnej von Plessów w Monachium, gdzie przy Ismaninger Str. 95 mieszkała matka Bolka — książna Daisy. Jednocześnie Bolko uwikłał się w kolejny romans – z niskiego stanu rozwiedzioną mieszkanką Berlina Eleonorą Wells.
Posiadał obywatelstwo polskie. W marcu 1936 r. jego ojciec postanowił przenieść się z dwoma synami (Aleksandrem i Bolkiem) z Książa do polskiej Pszczyny. W dniu 20 marca 1936 r. podczas podróży do Pszczyny Bolko został aresztowany przez Gestapo na lotnisku w Gliwicach i bez postawienia zarzutów aresztowany. Aresztowanie przypisywano powszechnie starszemu bratu Bolka, Janowi Henrykowi XVII, który był ówczesnym prezesem niemieckiego Volksbundu i obawiał się, że powrót Bolka do Polski mógłby zagrozić interesom Rzeszy Niemieckiej i jego własnym sprawom majątkowym.
Podczas trzytygodniowego pobytu w więzieniu nadspodziewanie szybko podupadł na zdrowiu. Stwierdzono u niego anginę, co spowodowało ogólne zakażenie krwi. W sprawie jego uwolnienia interweniowała polska ambasada w Berlinie a także książę Jan Henryk XV i jego prawnicy. Po kolejnym tygodniu spędzonym w więziennym szpitalu Bolko został w końcu zwolniony i 18 kwietnia 1936 r. przywieziony do Pszczyny. Pomimo usilnych starań lekarzy, zmarł na zamku pszczyńskim w poniedziałek 22 czerwca 1936 r. o godzinie 06:30.
Został pochowany w Pszczynie, w tymczasowym grobie na tzw. Kukułczym Wzgórzu, w parku niedaleko zamku. Planowane przeniesienie jego szczątków do rodowego mauzoleum przy zamku Książ ze względu na brak zgody władz niemieckich nigdy nie zostało zrealizowane. W 1938 r. obok Bolka spoczął jego ojciec, Jan Henryk XV.

## Życie prywatne
Miał troje dzieci:
- córka Beatrice Maria Luise Margarethe (1929–2021)[6],
- syn Konrad Józef (ur. 1930, zm. w niemowlęctwie),
- córka Jadwiga Maria Daisy zwana Gioią (ur. październik 1934)[7],
- syn Bolko Konstanty Stanislaus (1936–2022)[8][9], VI. książę von  Pless, hrabia von Hochberg[10].

## Odniesienia w literaturze i filmie
- Daisy Hochberg von Pless, Taniec na wulkanie 1873–1918, tłum. Mariola Palcewicz. Kraków: Wydawnictwo Arcana 2003. ISBN 83-86225-99-8[11]
- Biała wizytówka – polski serial z 1986 w reż. Filipa Bajona (w roli Bolka Bogusław Linda)[12]
- Magnat – polski film historyczny z 1987 w reż. Filipa Bajona. Na Festiwalu Polskich Filmów Fabularnych w Gdyni (1987) Bogusław Linda (jako Bolko Hochberg) otrzymał nagrodę za rolę męską[13].